# وادي دوكة

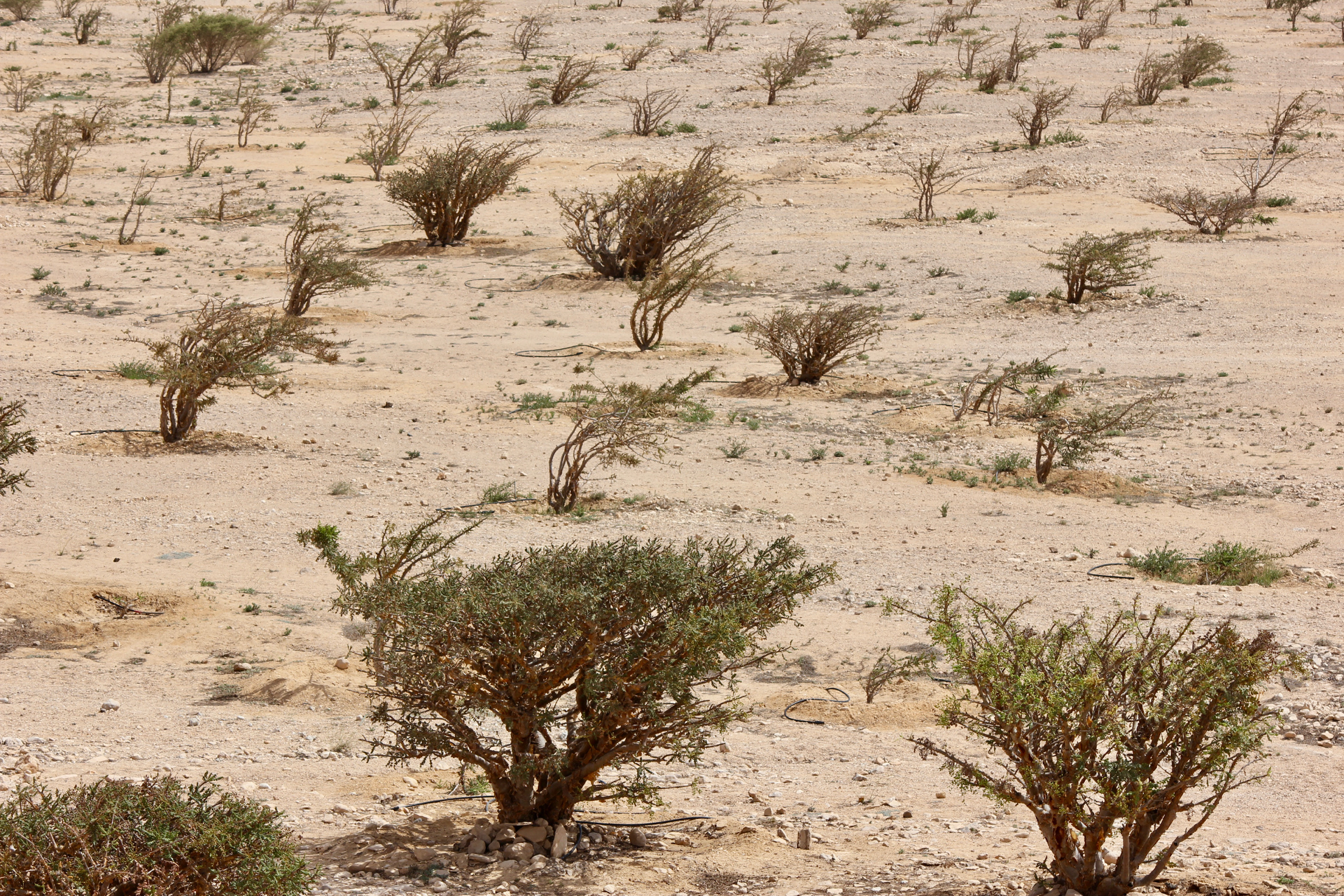
أشجار اللبان في وادي دوكة، منطقة ظفار، عمان، 2013

وادي دوكة يقع في منطقة نجد خلف المنحدرات الشمالية لسلسلة جبال ظفار ويبعد 35 كيلو مترًا إلى الشمال من مدينة صلالة ، ويمتد شمالًا باتجاه ولاية ثمريت.

ويعد من مناطق نمو شجرة اللبان التي تنتشر في محافظة ظفار ، وتجرى دراسات لتأهيل وتطوير وادي دوكة للحفاظ على شجرة اللبان في موطنها الطبيعي , ويعتبر محمية طبيعية لأشجار اللبان الموجودة بكميات كبيرة ، وهو مسجل ضمن قائمة التراث العالمي في السلطنة.